# Mitsubishi Ki-46
Mitsubishi Ki-46 (яп. 三菱 キ46) — серійний армійський розвідник Імперської армії Японії періоду Другої світової війни. Літак мав прекрасні льотні характеристики, зокрема швидкість, які дозволяли проводити розвідку в тилу противника без загрози бути перехопленим, і зберігав цю перевагу до аж до останніх місяців війни.
В «довгій» нумерації літаків японської армії позначався Армійський розвідувальний літак Тип 100 (яп. 一〇〇式司令部偵察機). Кодова назва союзників — «Діна» (англ. Dinah).

## Історія створення

### Концепт і дизайн
У 1937 році, ще під час випробувань і початку запуску в серійне виробництво літака Mitsubishi Ki-15 технічний відділ ВПС Імперської армії Японії під керівництвом майора Фуджіти та інженерів Андо і Танаки розпочав розробку специфікації на розвідник наступного покоління. Оскільки максимальна швидкість Ki-15 становила 480 км/год, а винищувачі, які з'явились в Європі та які розроблялись в СРСР та США, мали більшу швидкість, основною вимогою до літака була висока швидкість та дальність польоту. До кінця 1937 року основні вимоги було визначено і 12 грудня офіційна специфікації була передана конструкторському відділу Mitsubishi. Максимальна швидкість мала становити 600 км/год на висоті 4000 м, тривалість польоту при швидкості 400 км/год — 6 год, також літак мав мати один 7,7-мм кулемет «Тип 89» в кабіні стрільця. Розуміючи, що ці вимоги дуже високі, замовник не став обумовлювати конструкцію літака. Тільки для силової установки було запропоновано використати двигуни Nakajima Ha-20b (790 к.с.), Nakajima Ha-25 (950 к.с.) або Mitsubishi Ha-26 (900 к.с.).
Ранішу того ж року фірми Nakajima, Kawasaki та Mitsubishi отримали завдання на проєктування дальнього двомісного двомоторного винищувача, які отримали позначення Ki-37, Ki-38 та Ki-39 відповідно. Через завантаження конструкторського відділу Mitsubishi іншими терміновими роботами, роботи над Ki-39 не просунулись далі попереднього дизайну, і компанія вийшла з конкурсу. Паралельно з Ki-39 інженери Mitsubishi вивчали можливість пристосування цього літака для виконання дальніх розвідувальних польотів. Цей проєкт отримав позначення Ki-40. Але, проаналізувавши специфікацію на літак-розвідник, спеціалісти фірми зрозуміли, що Ki-40 не зможе виконати вимоги технічного завдання, і цей проєкт був закритий.

### Перший прототип
Для нового літака, який отримав позначення Ki-46, конструктори Томіо Кубо та Йодзі Хатторі вибрали двомоторну схему та шасі, яке складалось у польоті. Спочатку Кубо планував використати V-подібні двигуни з рідинним охолодженням, які мали значно менший переріз, а відповідно і аеродинамічний опір. Проте задовільних кандидатів не передбачалось, тому було вирішено використовувати власний двигун Mitsubishi Ha-26-I (900 к.с.), який мав найменший діаметр з запропонованих варіантів. Щоб досягти високих швидкісних показників, конструктори у співпраці з Авіаційно-дослідним інститутом при Токійському університеті розробили аеродинамічно чисті капоти та гвинти змінного кроку з великими ковпаками. Капоти не лише зменшили аеродинамічний опір, але й дозволили ховати шасі в мотогондоли. Крім того, для зменшення опору було вибране крило з дуже тонким профілем та фюзеляж мінімального діаметра. Для розміщення великого паливного баку і збереження стабільності, кабіни пілота та стрільця-спостерігача довелось зробити окремими і розмістити по різні сторони від баку.
Проєктування літака йшло досить повільно, перший прототип був збудований лише на початку листопада 1939 року. Літак відразу було перевезено з заводу в Нагої до аеродрому в Какумагахарі, де почались випробування. Першим пілотом став майор Фуджіта, який і був основним ініціатором програми. Випробування показали, що перший прототип не задовольняє вимогам технічного завдання — його швидкість становила всього 540 км/год. Але навіть з такою швидкість літак не поступався тільки що прийнятому на озброєння винищувачу A6M2. На щастя Mitsubishi саме розробляли покращену версію двигуна Ha-26 — Ha-102, який мав такий самий діаметр, але більшу потужність. Зважаючи на перспективу збільшення швидкості і високих інших характеристик літака, літак був прийнятий на озброєння під назвою «Армійський розвідувальний літак Тип 100 Модель 1» (або Ki-46-I).

### Серійне виробництво

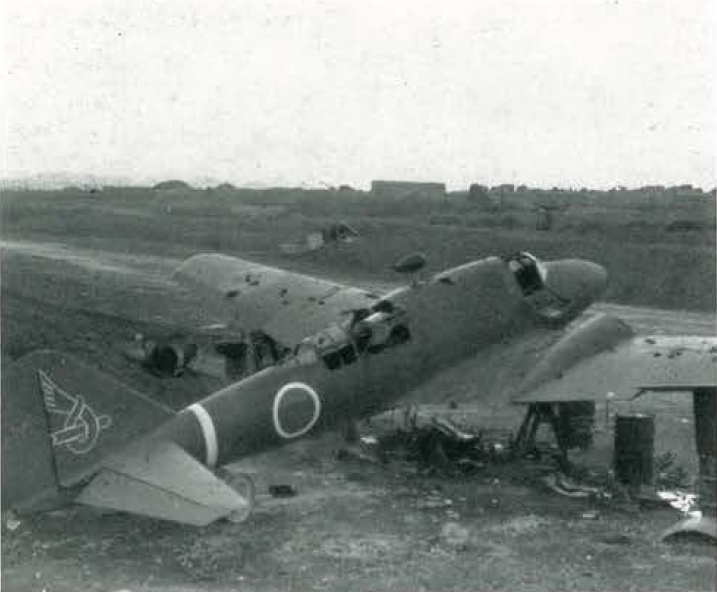
Покинений Ki-46-II на Окінаві. 1945 р.

Літаки Ki-46-I (яких було збудовано 34 машини) були передані для навчання пілотів та армійських випробувань, більшість опинились в Льотній школі Сімосізу. Під час користування стало зрозуміло, що через акцент на льотних характеристиках значно постраждала легкість виготовлення і обслуговування, порівняно з Ki-15. Пілоти також скаржились на повільний відгук елеронів, але оскільки Ki-46 не був бойовим літаком, цим недоліком було знехтувано. В теплому кліматі також проявилась проблема з подачею палива: часто виникав так званий випарний корок, коли пальне випаровувалась під час подачі і перешкоджало роботі насоса. Для визначення кореня проблеми навіть були проведені додаткові випробування на Тайвані в червні 1940 року.
Розробка двигуна Mitsubishi Ha-102 потужністю 1 080 к.с. з двошвидкісним турбокомпресором йшла за планом і вже у березні 1941 року для тестів був готовий новий варіант літака — Ki-46-II. З новим двигуном швидкість літака становила 604 км/год, що було навіть трохи більше, ніж вимагало технічне завдання. З такою швидкістю літак міг втікати від всіх наявних на той час винищувачів. Планер літака залишився такий самий, як і в Ki-46-I, що дозволило швидко перевести виробництво на нову модифікацію.
Для подолання проблеми з випарним корками було модифіковано систему подачі палива для кращого охолодження, а також літак був переведений з 87-октанового на 92-октановий бензин. Під час воєнного використання почали проявлятись інші недоліки дизайну. В теплому кліматі також перегрівалось масло при підйомі на бойову висоту, і цю проблему не вдалось вирішити, тому пілотам була видана вказівка здійснювати повний підйом за один підхід тільки якщо цього вимагає бойова ситуація, що не мало б бути часто для літака-розвідника. Киснева система екіпажу теж виявилась ненадійною. Через високе, як для японських літаків, навантаження на крило Ki-46 мав високу швидкість звалювання і посадки, що часто спричиняло поламку шасі. Слабку стійку шасі було виявлено і посилено, але повністю проблему це не вирішило.

### Ki-46-III

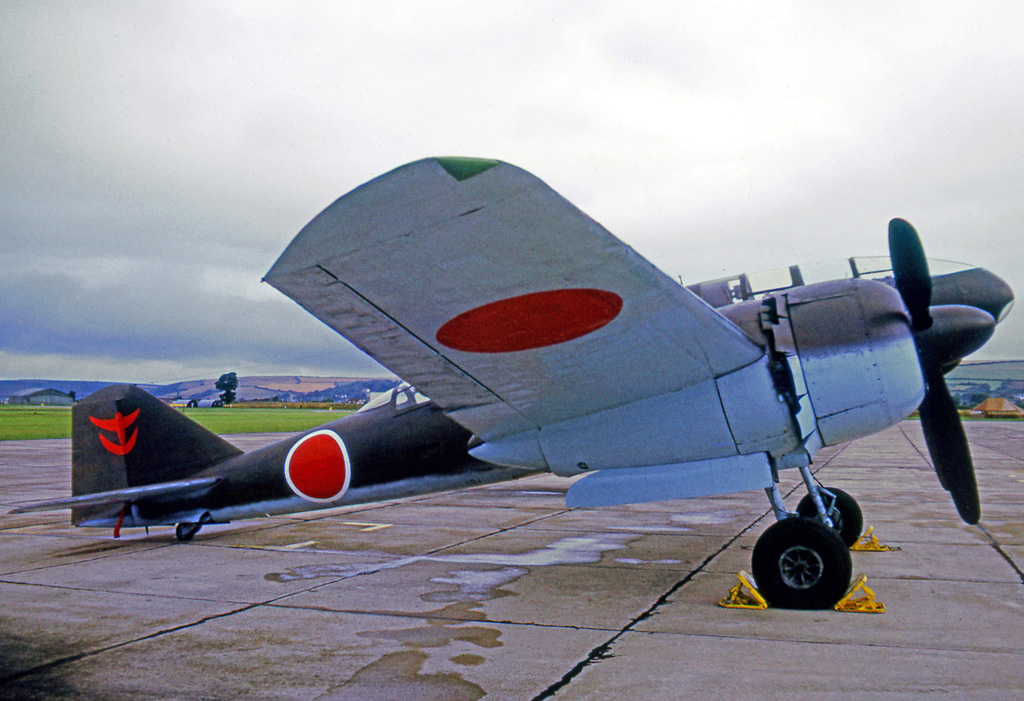
Ki-46-III в Музеї королівських ВПС. Можна помітити гладкий перехід між носом і кабіною літака.

З появою на фронті нових швидкісних американських та британських винищувачів літаки Ki-46-II стали зазнавати серйозних втрат, тому у травні 1942 року командування армії видало замовлення на новий варіант літака, оснащений двигуном Mitsubishi Ha-112-II із системою безпосереднього впорскування потужністю 1 500 к.с. Технічне завдання обумовлювало максимальну швидкість 650 км/год, час польоту мав збільшитись на одну годину.
Для виконання вимог Mitsubishi повністю переробили паливну систему: перед пілотом був встановлений додатковий паливний бак, що збільшило запас палива з 1675 до 1895 л. Також була передбачена можливість встановлення підвісного паливного бака ємністю 460 л. Для захисту пілота було встановлено дві 13 мм бронепластини позаду і спереду, а для зменшення маси захисний кулемет був прибраний (в попередній моделі він хоч і був передбачений, але у польових частинах переважно знімався). Аеродинамічність фюзеляжу була покращена завдяки новій кабіні, яка не мала переходу між носом і самим місцем пілота. Також для нових двигунів довелось змінити капоти, оскільки Ha-112-II був дещо більшим.
Перші два прототипи Ki-46-III були готові у грудні 1942 року, а того ж року почалось серійне виробництво. Вони випускались паралельно з Ki-46-II на заводі в Нагої до 1944 року. Але у грудні 1944 року завод був пошкоджений внаслідок землетрусу. Через подальші нальоти B-29 виробництво Ki-46 було перенесено на завод в Тоямі, де була збудована ще сотня літаків.
Пілоти дуже добре сприйняли нову модифікацію, зокрема через збільшення швидкості до 630 км/год. Наземні техніки деякий час привчались до нового двигуна, зокрема через іншу систему впорскування, але після перенавчання нових проблем з літаком не виникало.

### Інші модифікації
Після розгортання виробництва Ki-46-III частина літаків Ki-46-II була переобладнана в тримісні навчальні літаки, які отримали позначення Ki-45-II KAI. За рахунок зменшення об'єму основного паливного бака між кабінами пілота та спостерігача була обладнана кабіна інструктора з окремим ліхтарем.
Варіант винищувача
Ще до початку бомбардування Японських островів американською авіацією, командування японської армії усвідомили, що не володіють необхідним перехоплювачем який б був здатний діяти на висотах американських бомбардувальників. Тому в червні 1943 року в Армійському авіаційному дослідницькому інституті в Татікаві були проведені дослідження, щодо створення на базі Ki-46, який задовільняв воєнних по висотних характеристиках, висотного винищувача. В травні 1944 року проєкт був піднятий, і на першому армійському арсеналі в Татікаві було налагоджено конвертацію Ki-46-III в винищувач Ki-46-III KAI. З літака знімалось фотообладнання, в носовій частині розміщувались дві 20-мм гармати «Ho-5», деколи на місці центрального паливного бака встановлювалась 37-мм гармата під кутом до горизонту. Через наявність гармат в носі, довелось повернутись до носової частини, як в Ki-46-II. Перший конвертований літак був готовий у жовтні 1944 року, а з листопада ця модель почала надходити в частини ППО метрополії. Але їх застосування виявилось неефективне через малу швидкість набору висоти. Крім того, непротектовані паливні баки робили їх вразливими до вогню стрільців B-29.
Також було виготовлено декілька штурмовиків Ki-46-IIIb, а варіант штурмовика з бомботримачами Ki-46-IIIc так і не був реалізований.
Ki-46-IV
Через невдачу з Tachikawa Ki-70 — потенційною заміною для Ki-46, командування вирішило продовжити модернізацію останнього. Але аеродинамічний дизайн вже був майже ідеальним, а використання інших потужніших двигунів вимагало серйозної переробки капотів і крил, тому інженери Mitsubishi вирішили для початку використати двигун Mitsubishi Ha-112-II Ru з турбокомпресорами, який мало відрізнявся від звичайного Ha-112-II, і забезпечував кращі швидкісні характеристики на великих висотах. Турбокомпресори встановлювались в кінці мотогондол і мали етанолове охолодження, оскільки місця на звичайну систему охолодження не залишалось. Запас палива був збільшений до 1977 л. через подовження переднього баку, але більше змін не було. Модифікація отримала позначення Ki-46-IV, і за 1944-45 роки було збудовано 4 дослідних літаки, випробування першого з яких розпочались у лютому 1944 року.
Через проблеми з турбокомпресорами запуск літака в серію затримався, хоча на випробуваннях 28 лютого 1945 року Ki-46-IV подолав відстань з Пекіну до Фусси за 3 години 15 хвилин, що дає в середньому швидкість 700 км/год. Також темпи виробництва двигунів Ha-112-II Ru не були достатніми і насамперед вони надходили для виробництва перехоплювачів Ki-100 і Ki-102. В результаті від планів випуску Ki-46-IV відмовились, а проєкт винищувача Ki-46-IVb на його основі залишився тільки на папері.

## Модифікації і виробництво
| Період                       | Кількість |
| ---------------------------- | --------- |
| 1939 — Грудень 1941          | 52        |
| Грудень 1941 — Березень 1942 | 118       |
| Квітень 1942 — Березень 1943 | 282       |
| Квітень 1943 — Березень 1944 | 603       |
| Квітень 1944 — Березень 1945 | 551       |
| Квітень 1945 — Вересень 1945 | 136       |
| Всього                       | 1742      |

Всього фірмою Mitsubishi на заводах в Нагої і Тоямі було збудовано 1742 літаків всіх модифікацій:
- Ki-46 — прототип
- Ki-46 I — перший серійний варіант з двигунами Mitsubishi Ha-102 (33 екз.)
- Ki-46 II — другий серійний варіант з двигунами Mitsubishi Ha-112 (1 093 екз.)
  - Ki-46 II KAI — конверсія Ki-46 II в тримісний навчальний літак
- Ki-46 III — третій серійний варіант з двигунами Mitsubishi Ha-112-II (609 екз. і 2 прототипи)
  - Ki-46 III KAI — варіант висотного винищувача
  - Ki-46 IIIb — варіант штурмовика
  - Ki-46 IIIc — проєкт штурмовика-бомбардувальника
- Ki-46 IV — проєкт літака з двигунами Mitsubishi Ha-112-II Ru з турбокомпресорами (4 екз.)
  - Ki-46 IVb — проєкт висотного винищувача

## Історія використання

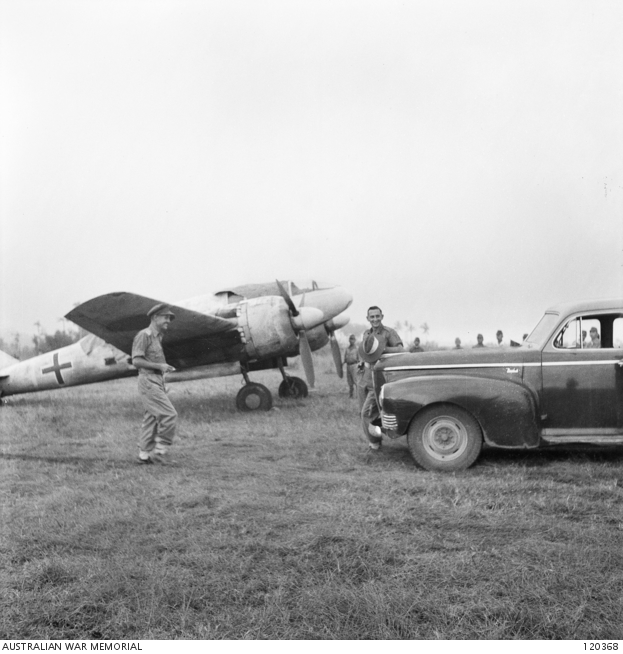
Ki-46 з зеленим хрестом на білому фоні (Погоджені кольори капітуляції)

Перший варіант літака, Ki-46-I використовувався для армійських випробувань та для підготовки пілотів у льотній школі в Сімосізу. З розгортанням серійного випуску Ki-46-II вони стали надходити в Маньчжурію та Китай. Маючи високу швидкість, вони легко втікали він нечисельних китайських винищувачів.
З початком підготовки до війни на Тихому океані літаки Ki-46 були переведені у Французький Індокитай. Так, 20 та 21 жовтня 1941 року з літака Ki-46 була проведена розвідка узбережжя Малайї, вибраного командуванням для майбутніх десантних операцій.
З початком бойових дій Ki-46 були розміщені по всій Південно-Східній Азії. Вони були розділені на невеликі підрозділи, щоб тримати під наглядом величезний регіон, що включав у себе Китай, Філіппіни, Таїланд, Бірму, Індію, Малайю та Голландську Ост-Індію. Ki-46 виконували розвідку, практично не боячись перехоплення винищувачами противника, які без наведення за допомогою локатора просто не встигали вчасно набрати необхідну висоту. Високі льотні та швидкісні характеристики літака зацікавили флот, який добився отримання декількох машин. Флотські літаки використовувались з Тимору для розвідки Північної Австралії. Армійські розвідники діяли аж до Бенгальської затоки.
Прекрасні характеристики Ki-46 змогли вразити навіть Німеччину, яка намагалась отримати ліцензію на виробництво в рамках японсько-німецької програми обміну технологіями, але договір так і не був укладений.
На відміну від усталеної практики, коли після запуску літака у виробництво почалась розроблятись його потенційна заміна, Ki-46 виготовлявся до кінця війни. Потенційна заміна — літак Tachikawa Ki-70 не зміг показати переваги над Ki-46 у швидкості, а Mitsubishi Ki-95 залишився тільки проєктом. Тому командування у цьому випадку віддавало перевагу постійній модернізації літака. Про успішність цього підходу свідчить, наприклад, той факт, що літаки Ki-46-III успішно виконували свої завдання навіть над такими добре захищеними об'єктами, як бази B-29 на Маріанських островах. Лише в останні місяці війни Ki-46 зазнавали серйозних втрат, коли в системі ППО противника з'явились винищувачі з великою швидкопідйомністю, наведення яких здійснювалось за допомогою радара.

### Післявоєнне використання
Один захоплений Ki-46 використовувався ВПС Франції, два літаки використовувались ВПС Китаю.

## Тактико-технічні характеристики
Дані з Japanese Aircraft of the Pacific War і The Mitsubishi Ki-46

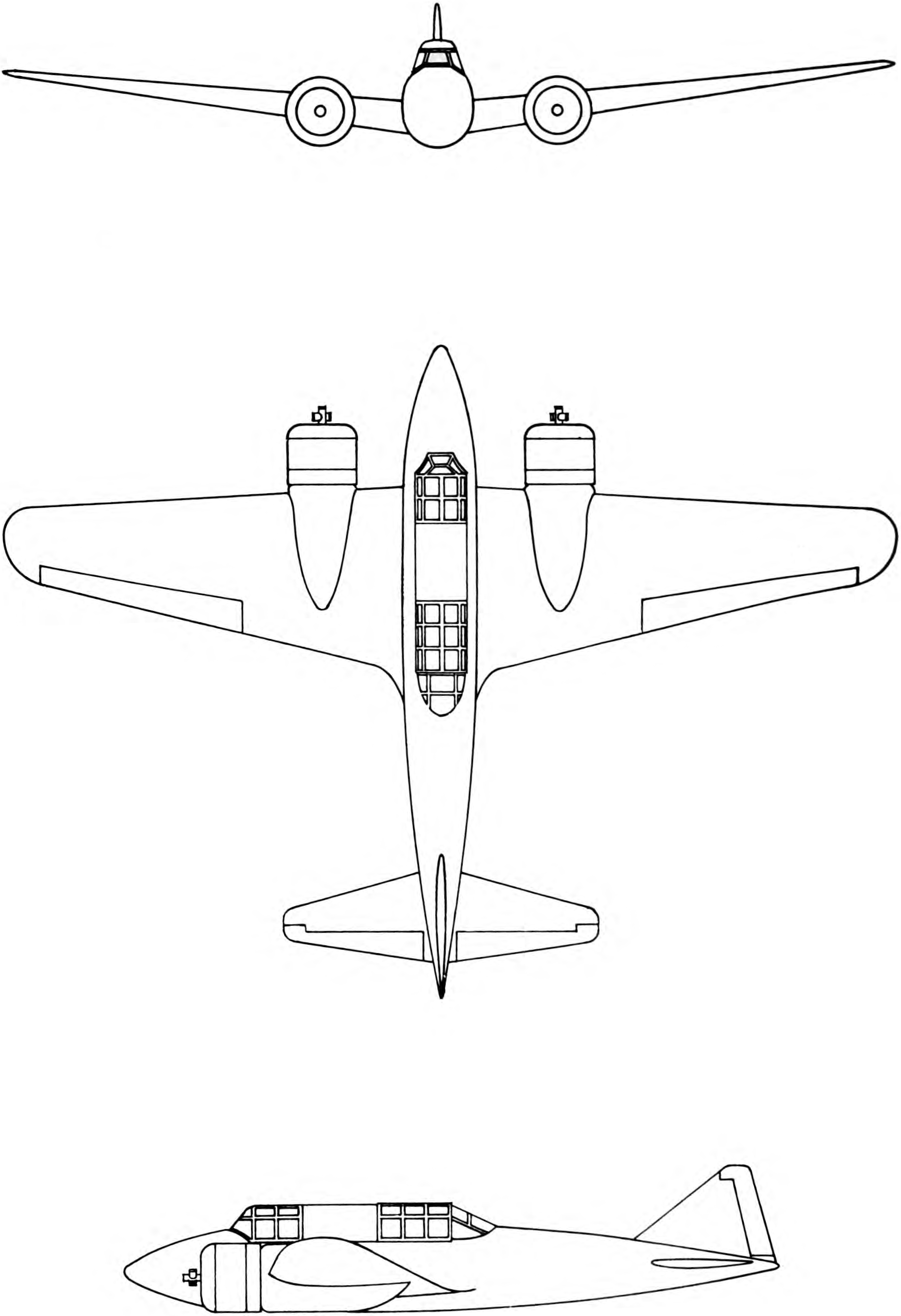
Mitsubishi Ki-46

### Технічні характеристики
|                       |                       | Ki-46-I                       | Ki-46-II                      | Ki-46-III                     | Ki-46-III KAI                 | Ki-46-IV                       |
| --------------------- | --------------------- | ----------------------------- | ----------------------------- | ----------------------------- | ----------------------------- | ------------------------------ |
| Екіпаж                | Екіпаж                | 2 особи                       | 2 особи                       | 2 особи                       | 2 особи                       | 2 особи                        |
| Довжина               | Довжина               | 11 м                          | 11 м                          | 11 м                          | 11.49 м                       | 11 м                           |
| Висота                | Висота                | 3,88 м                        | 3,88 м                        | 3,88 м                        | 3,88 м                        | 3,88 м                         |
| Розмах крил           | Розмах крил           | 14,7 м                        | 14,7 м                        | 14,7 м                        | 14,7 м                        | 14,7 м                         |
| Площа крил            | Площа крил            | 32,00 м ²                     | 32,00 м ²                     | 32,00 м ²                     | 32,00 м ²                     | 32,00 м ²                      |
| Маса                  | пустого               | 3 379 кг                      | 3 263 кг                      | 3 831 кг                      | 3 831 кг                      | 4 010 кг                       |
| Маса                  | спорядженого          | 4 822 кг                      | 5 050 кг                      | 5 722 кг                      | 6 228 кг                      | 5 900 кг                       |
| Маса                  | максимальна злітна    | -                             | 5 800 кг                      | 6 500 кг                      | -                             | 6 500 кг                       |
| Навантаження на крило | Навантаження на крило | 150.7 кг/м²                   | 157.8 кг/м²                   | 178.8 кг/м²                   | 194.6 кг/м²                   | 184.4 кг/м²                    |
| Двигуни               | Двигуни               | 2 х Mitsubishi Ha-26-I        | 2 х Mitsubishi Ha-102         | 2 х Mitsubishi Ha-112-II      | 2 х Mitsubishi Ha-112-II      | 2 х Mitsubishi Ha-112-II Ru    |
| Потужність            | злітна                | 2 x 780 к. с.                 | 2 x 1080 к. с.                | 2 x 1500 к. с.                | 2 x 1500 к. с.                | 2 x 1500 к. с.                 |
| Потужність            | операційна            | 2 x 900 к. с.                 | 2 x 1055 к. с.                | 2 x 1350 к. с.                | 2 x 1350 к. с.                | 2 x 1350 к. с.                 |
| Потужність            | питома                | 3.1 кг/к.с.                   | 2.3 кг/к.с.                   | 2 кг/к.с.                     | 2.1 кг/к.с.                   | 2 кг/к.с.                      |
| Місткість баків       | Місткість баків       | 1490 л.                       | 1675 л.                       | 1895 л. (ще 460 л. в ППБ)     | -                             | 1975 л. (ще 460 л. в ППБ)      |
| Швидкість             | максимальна           | 540 км/год (на висоті 4070 м) | 604 км/год (на висоті 5800 м) | 630 км/год (на висоті 6000 м) | 604 км/год (на висоті 5800 м) | 630 км/год (на висоті 10000 м) |
| Швидкість             | крейсерська           | -                             | 400 км/год                    | -                             | -                             | 450 км/год                     |
| Дальність польоту     | Дальність польоту     | 2100 км                       | 2474 км                       | 4000 км                       | 2000 км (і година в бою)      | 4000 км                        |
| Практична стеля       | Практична стеля       | 10 830 м                      | 10 720 м                      | 10 500 м                      | 10 500 м                      | 11 000 м                       |
| Час набору висоти     | Час набору висоти     | 5000 м за 7 хв. 45 с.         | 8000 м за 17 хв. 58 с.        | 8000 м за 20 хв. 15 с         | 8000 м за 19 хв.              | 10 000 м за 16 хв. 30 с.       |

### Озброєння
- Ki-46-I, -II
  - 1× 7,7 мм кулемет «Тип 89» в турелі стрільця
- Ki-46-III KAI
  - 2 × 20 мм фронтальні гармати «Ho-5»
  - 37 мм гармата «Ho-203» під кутом вверх (Неправильна музика)
- Ki-46-IIIb, -IIIc
  - 2 × 20 мм фронтальні гармати «Ho-5»

## Оператори
Японська імперія
 ВПС Імператорської армії Японії

- В якості розвідника:[14]
  - Авіазагони ВПС
    - 2-й (1943—1944; Маньчжурія, Філіппіни)
    - 8-й (1942 — липень 1943;)
    - 10-й (1943—1945; Нова Гвінея, Рабаул, Формоза, Японія)
    - 15-й (січень 1944—1945; Філіппіни, Нова Гвінея, Французький Індокитай)
    - 38-й (квітень 1943 — липень 1945; Японія, Філіппіни, Формоза)
    - 81-й (вересень 1941 — липень 1945; Китай, Індокитай, Малайя, Суматра, Ява, Бірма)
    - 82-й (жовтень 1944 — вересень 1945; Китай, Маньчжурія, Корея)
    - 88-й (жовтень 1944 — вересень 1945;)

  - Окремі роти ВПС
    - 17-та (липень 1944 — липень 1945; Японія)
    - 18-та (1941 — жовтень 1944; Китай, Індокитай)
    - 19-та (липень 1944 — червень 1945; Японія)
    - 50-та (липень 1941 — січень 1944; Маньчжурія, Індокитай, Ява, Суматра, Малайя, Бірма)
    - 51-ша (липень 1941 — січень 1944; Китай, Формоза, Індокитай, Малайя, Таїланд, Японія)
    - 55-та (квітень 1942 — жовтень 1944; Маньчжурія, Китай)
    - 63-тя
    - 70-та (липень 1941 — вересень 1945; Маньчжурія, Формоза, Індокитай, Таїланд, Бірма, Ява)
    - 74-та (липень 1941 — квітень 1944; Маньчжурія, Формоза, Філіппіни, Ява, Нова Гвінея)
    - 76-та (липень 1941 — червень 1943; Маньчжурія, Формоза, Філіппіни, Нова Британія, Соломонові острови, Нова Гвінея)
    - 81-ша (1941 — листопад 1944;)
    - 85-та (? — січень 1944;)

  - 28-ма окрема ескадрилья (липень 1945 — вересень 1945; Японія)
- В якості висотного винищувача:[9]
  - 28-ий авіазагін (? — липень 1945; Японія)
  - 106-ий авіазагін (листопад 1944 — травень 1945; Японія)
  - 4-та окрема рота
  - 16-та окрема рота (липень 1944 — вересень 1945; Японія)
  - 81-ша окрема рота (листопад 1944 — лютий 1945; Маньчжурія)
  - 82-га окрема рота (лютий 1945 — липень 1945; Японія)
  - 83-тя окрема рота (лютий 1945 — липень 1945; Японія)
  - 16-та окрема ескадрилья (1945; Окінава, Японія)
- Тренувальна школа Сімосізу (1941 — червень 1944;)
- Армійська школа авіатехніків Торокозава (березень 1943 — червень 1944;)

 Авіація імперського флоту Японії
 КНР
 Повітряні сили Китайської Народної Республіки
 Франція
 Повітряні сили Франції

## Вцілілі екземпляри

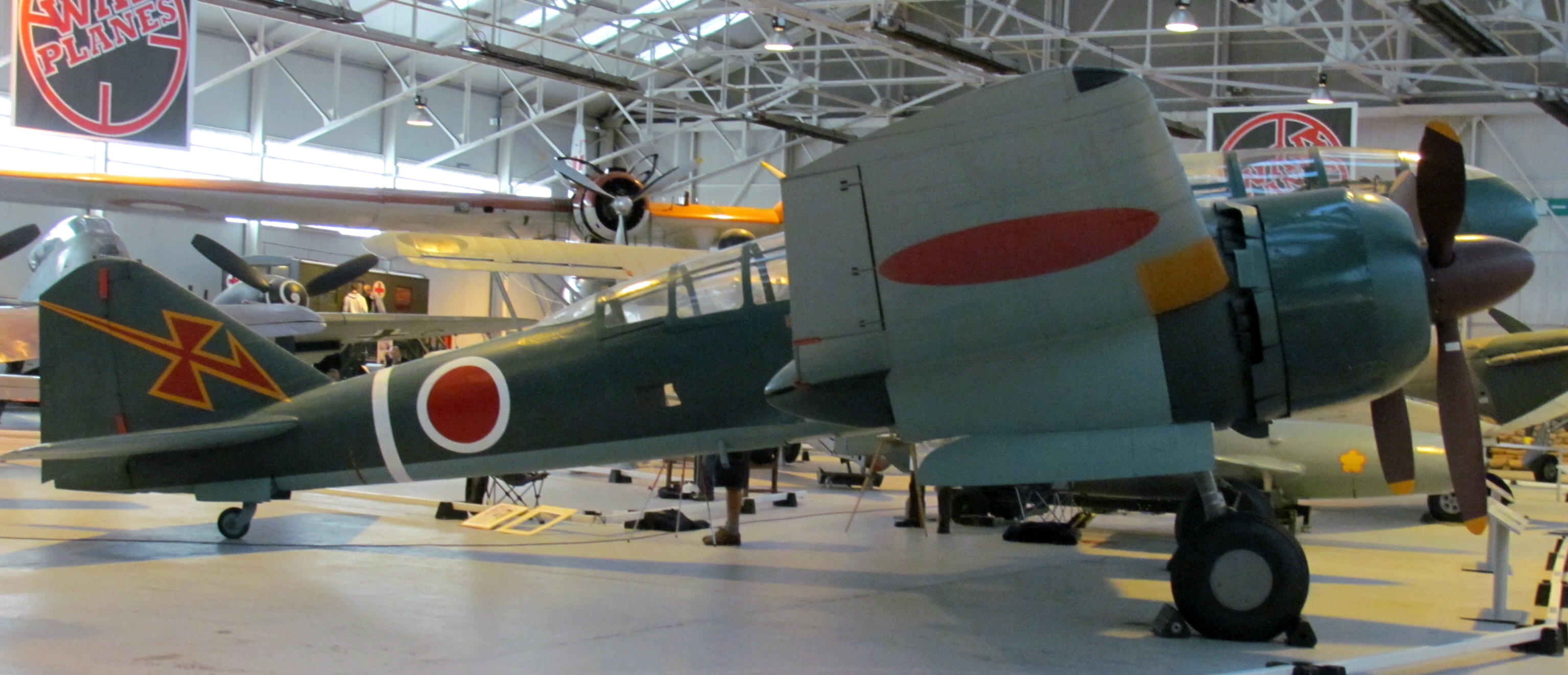
Єдиний вцілілий Ki-56. Музеї королівських ВПС. Косфорд.

Єдиний вцілілий екземпляр Ki-46, захоплений в Малайї, знаходиться в Музеї королівських ВПС у Косфорді (англ. RAF Museum Cosford).